# Qualificatórias para a Liga dos Campeões da Europa de Voleibol Feminino de 2018-19
A qualificação para o torneio principal da Liga dos Campeões da Europa de Voleibol Feminino de 2018-19 foi realizada desde 10 de outubro a 13 de novembro de 2018. Nove equipes participaram desta etapa.Durante a qualificação, os vencedores continuaram avançando até que as 2 últimas equipes se juntaram às 18 equipes que já conquistaram a vaga direta a fase principal, conforme o ranqueamento obtido nas Copas Europeias. Todas as 10 equipes que não avançaram na qualificação foram distribuídas na Copa CEV de 2018–19.

## Equipes participantes
O resultado do sorteio foi divulgado 29 de junho de 2018 em Luxemburgo (cidade).
| Posição | País                 | Vagas | Equipe (s)                 |
| ------- | -------------------- | ----- | -------------------------- |
| 4       | Polónia              | 1     | Budowlani Łódź2            |
| 6       | França               | 1     | ASPTT Mulhouse2            |
| 8       | Roménia              | 1     | CSM Volei Alba-Blaj2       |
| 9       | Alemanha             | 1     | Allianz MTV Stuttgart2     |
| 11      | Chéquia              | 1     | VK UP Olomouc2             |
| 16      | Hungria              | 1     | Békéscsabai RSE2           |
| 17      | Bósnia e Herzegovina | 1     | ŽOK Bimal-Jedinstvo Brčko2 |
| 17      | Países Baixos        | 1     | Sliedrecht Sport1          |
| 25      | Áustria              | 1     | UVC Holding Graz1          |

1.↑ Ingressou na Segunda fase.
2.↑ Ingressou na Terceira fase.

## Primeira fase
Nesta etapa participaram 1 equipes.Os vencedores avançaram a Segunda fase e o eliminado qualificado para a Copa CEV de Voleibol Feminino de 2018-19
| Equipe 1         | Total | Equipe 2         | 1.º jogo | 2.º jogo |
| ---------------- | ----- | ---------------- | -------- | -------- |
| UVC Holding Graz | 0–6   | Sliedrecht Sport | 0–3      | 0–3      |

### Jogo de ida
| Data   | Hora  |                  | Placar |                  | Set 1 | Set 2 | Set 3 | Set 4 | Set 5 | Total | Relatório |
| ------ | ----- | ---------------- | ------ | ---------------- | ----- | ----- | ----- | ----- | ----- | ----- | --------- |
| 10 out | 20:25 | UVC Holding Graz | 0–3    | Sliedrecht Sport | 13–25 | 14–25 | 17–25 |       |       | 44–75 | 44–75     |

### Jogo de volta
| Data   | Hora  |                  | Placar |                  | Set 1 | Set 2 | Set 3 | Set 4 | Set 5 | Total | Relatório |
| ------ | ----- | ---------------- | ------ | ---------------- | ----- | ----- | ----- | ----- | ----- | ----- | --------- |
| 17 out | 19:30 | Sliedrecht Sport | 3–0    | UVC Holding Graz | 25–12 | 25–9  | 25–14 |       |       | 75–35 | 75–35     |

## Segunda fase
Nesta etapa participaram 8 equipes.Os vencedores avançaram a Segunda fase  e os eliminados foram distribuídos para a Copa CEV de Voleibol Feminino de 2018-19
| Equipe 1                  | Total | Equipe 2              | 1.º jogo | 2.º jogo |
| ------------------------- | ----- | --------------------- | -------- | -------- |
| UP Olomouc                | 2–6   | CSM Volei Alba-Blaj   | 2–3      | 0–3      |
| Sliedrecht Sport          | 0–6   | Allianz MTV Stuttgart | 0–3      | 0–3      |
| ŽOK Bimal-Jedinstvo Brčko | 1–6   | ASPTT Mulhouse        | 1–3      | 0–3      |
| Békéscsabai RSE           | 1–6   | Budowlani Łódź        | 1–3      | 0–3      |

### Jogos de ida
| Data      | Hora  |                           | Placar |                         | Set 1 | Set 2 | Set 3 | Set 4 | Set 5 | Total   | Relatório |
| --------- | ----- | ------------------------- | ------ | ----------------------- | ----- | ----- | ----- | ----- | ----- | ------- | --------- |
| 23 de out | 19:00 | ŽOK Bimal-Jedinstvo Brčko | 1–3    | 'ASPTT Mulhouse'        | 15–25 | 18–25 | 29–27 | 19–25 |       | 81–102  | 81–102    |
| 24 de out | 18:00 | VK UP Olomouc             | 2–3    | 'CSM Volei Alba-Blaj'   | 25–23 | 16–25 | 24–26 | 27–25 | 13–15 | 105–114 | 105–114   |
| 24 de out | 19:30 | Sliedrecht Sport          | 0–3    | 'Allianz MTV Stuttgart' | 14–25 | 22–25 | 19–25 |       |       | 55–75   | 55–75     |
| 25 de out | 17:00 | Békéscsabai RSE           | 1–3    | 'Budowlani Łódź'        | 25–20 | 22–25 | 23–25 | 18–25 |       | 88–95   | 88–95     |

### Jogos de volta
| Data      | Hora  |                         | Placar |                           | Set 1 | Set 2 | Set 3 | Set 4 | Set 5 | Total | Relatório |
| --------- | ----- | ----------------------- | ------ | ------------------------- | ----- | ----- | ----- | ----- | ----- | ----- | --------- |
| 30 de out | 18:00 | 'CSM Volei Alba-Blaj'   | 3–0    | VK UP Olomouc             | 27–25 | 25–20 | 25–23 |       |       | 77–68 | 77–68     |
| 31 de out | 18:00 | 'Budowlani Łódź'        | 3–0    | Békéscsabai RSE           | 25–23 | 25–20 | 25–17 |       |       | 75–60 | 75–60     |
| 31 de out | 19:00 | 'Allianz MTV Stuttgart' | 3–0    | Sliedrecht Sport          | 25–7  | 25–12 | 25–22 |       |       | 75–41 | 75–41     |
| 31 de out | 20:00 | 'ASPTT Mulhouse'        | 3–0    | ŽOK Bimal-Jedinstvo Brčko | 25–21 | 25–20 | 25–23 |       |       | 75–64 | 75–64     |

## Terceira fase
Nesta etapa participaram 4 equipes.Os vencedores avançaram a fase de grupos do torneio principal e os eliminados para a Copa CEV de Voleibol Feminino de 2018-19
| Equipe 1            | Total | Equipe 2              | 1.º jogo | 2.º jogo   |
| ------------------- | ----- | --------------------- | -------- | ---------- |
| CSM Volei Alba-Blaj | 3–51  | Allianz MTV Stuttgart | 3–1      | 0–3 (7–15) |
| Budowlani Łódź      | 6–3   | ASPTT Mulhouse        | 3–1      | 3–2        |

1.↑ Golden set

### Jogos de ida
| Data     | Hora  |                       | Placar |                       | Set 1 | Set 2 | Set 3 | Set 4 | Set 5 | Total  | Relatório |
| -------- | ----- | --------------------- | ------ | --------------------- | ----- | ----- | ----- | ----- | ----- | ------ | --------- |
| 7 de nov | 18:00 | 'CSM Volei Alba-Blaj' | 3–1    | Allianz MTV Stuttgart | 25–18 | 25–20 | 17–25 | 28–26 |       | 95–89  | 95–89     |
| 7 de nov | 18:00 | 'Budowlani Łódź'      | 3–1    | ASPTT Mulhouse        | 27–25 | 29–27 | 22–25 | 25–17 |       | 103–94 | 103–94    |

### Jogos de volta
| Data     | Hora       |                         | Placar |                     | Set 1 | Set 2 | Set 3 | Set 4 | Set 5 | Total  | Relatório |
| -------- | ---------- | ----------------------- | ------ | ------------------- | ----- | ----- | ----- | ----- | ----- | ------ | --------- |
| 7 de nov | 18:00      | 'Allianz MTV Stuttgart' | 3–0    | CSM Volei Alba-Blaj | 25–19 | 25–17 | 25–11 |       |       | 75–47  | 90–54     |
| -->      | Golden set | Allianz MTV Stuttgart   | 1–0    | CSM Volei Alba-Blaj | 15–7  | -     | -     | -     | -     | 15–7   | 15–7      |
| 7 de nov | 18:00      | ASPTT Mulhouse          | 2–3    | 'Budowlani Łódź'    | 25–23 | 23–25 | 25–16 | 18–25 | 11-15 | 102–89 | 102–104   |